# ارنست هاس
ارنست هاس (انگلیسی: Ernst Haas; زاده ۲ مارس ۱۹۲۱ – درگذشته ۱۲ سپتامبر ۱۹۸۶) عکاس اتریشی - آمریکایی بود.
وی همچنین برندهٔ جوایزی همچون جایزه هاسلبلاد شده‌است.

## زندگی‌نامه
ارنست هاس در سال ۱۹۲۱ میلادی در شهر وین، اتریش به دنیا آمد. او نخست در دانشکده پزشکی وین تحصیل می‌کرد که به دلیل علاقه شدید هنری، به طرف دوربین عکاسی کشیده شد. در سال ۱۹۴۹ به عضویت آژانس عکس مگنوم درآمد و شروع به نوشتن داستان بازگشت اسرای جنگی کرد. عکس‌های وی در مجله‌های لایف، لوک، اشترن به چاپ می‌رسید. از آثار وی می‌توان به آفرینش در آمریکا، در آلمان و زیارت هیمالیا اشاره کرد. ارنست هاس در استفاده از دوربین‌های سی و پنج میلی‌متری به‌خصوص لایکا و لایکا فلکس مهارت خاصی دارد، او به ندرت از فیلتر استفاده می‌کند، بجز در مواردی که برای کاهش انعکاس‌ها و درخشندگی‌ها از فیلتر پولاریزه بهره می‌جوید به نظر او عکاس باید یاد بگیرد که با کمترین وسایل کار کند در این صورت قادر خواهد بود، ابزارش را فراموش کند و دقت بیشتری را صرف موضوع و ترکیب‌بندی آن نماید.
ارنست هاس در یکی از سخنرانی‌های معروف خود که با استقبال مناسبی مواجه بود با اصرار بر درک مطلب این جمله را چندین بار تکرار کرد که:
«من علاقه‌مند به عکاسی از چیزهای جدید نیستم بلکه دوست دارم چیزها را به صورت جدیدی ببینم.»